# James P. Hogan (escritor)
James Patrick Hogan (27 de junho de 1941 – 12 de julho de 2010) foi um autor de ficção científica britânico.

## Biografia
Hogan nasceu em Londres, Inglaterra. Ele foi criado na área de Portobello Road, no lado oeste de Londres. Após deixar a escola com a idade de dezesseis anos, ele fez vários bicos até que, depois de receber uma bolsa de estudos, começou um programa de cinco anos no Royal Aircraft Establishment em Farnborough, abrangendo a prática e teoria das engenharias elétrica, eletrônica e mecânica. Ele se casou três vezes, a primeira vez aos vinte anos, e teve seis filhos.
Hogan trabalhou como engenheiro de design para diversas empresas e, posteriormente, passou para a área de vendas na década de 1960, viajando pela Europa como um engenheiro de vendas Honeywell. Na década de 1970, ele passou a trabalhar na Digital Equipment Corporation's (DEC) Laboratory Data Processing Group e, em 1977, mudou-se para Boston, Massachusetts, para dar andamento ao seu sistema de vendas do programa de treinamento. Publicou o seu primeiro romance, Inherit the Stars, no mesmo ano para ganhar uma aposta em seu escritório.
Ele saiu da DEC em 1979 e começou a escrever em tempo integral, mudando-se para Orlando, Flórida, por um ano, onde ele conheceu sua terceira esposa Jackie. Eles, em seguida, muraram-se para Sonora, Califórnia. Hogan morreu de um ataque cardíaco em sua casa, na Irlanda, em 12 de julho de 2010, aos 69 anos de idade.

## Carreira
A maior parte da ficção de Hogan é de ficção científica hard.
Hogan ficção também reflete visões sociais anti-autoritárias e, como tal, faz parte da ficção científica anarquistas. Muitos de seus romances têm termas anarquistas ou libertárias fortes, muitas vezes promovendo a ideia de que novos avanços tecnológicos podem tornar certas convenções sociais obsoletas. Por exemplo, uma de forma de disponibilidade efetivamente ilimitada de energia, que seria resultado do desenvolvimento de fusão nuclear controlada tornaria desnecessárias limitações ao acesso aos recursos energéticos. Em essência, a energia seria tornar-se-ia livre e gratuita. Esta fusão de especulação científica e social está claramente presente no romance de Voyage from Yesteryear, obra publicada em Portugal pela Livros do Brasil, em sua coleção Argonauta sob o título A Conquista das Estrelas, (fortemente influenciado pela estória de Eric Frank Russell "And The There Were None") sobre uma sociedade anarquista high-tech no sistema Alpha Centauri, uma nave espacial enviada da Terra por um governo ditatorial, e os eventos que ocorrem após o primeiro contato. A história apresenta conceitos de desobediência civil, pós-escassez e a economia de oferta.

## Controvérsias
Em seus últimos anos, os pensamentos contrários e anti-autoritários do autor foram amplamente considerados extremistas. Ele era um defensor da versão do catastrofismo de Immanuel Velikovsky, e da hipótese de Peter Duesberg de que a AIDS é causada pelo uso de farmacêuticos em vez do HIV (ver negacionismo da AIDS). Ele criticou gradualismo na evolução, apesar de ele não propor o criacionismo teísta como alternativa. Hogan era cético em relação a teorias sobre a mudança climática e a destruição da camada de ozônio.
Hogan também manifestou a ideia de que o Holocausto não aconteceu da maneira descrita pela maioria dos historiadores, comentando que ele entende a obra de Arthur Butz e Mark Weber seja "mais acadêmica, científica e convincente do que a história escrita pelos vencedores diz."Predefinição:Como Tais teorias são vistas como contraditórias ao pensamento do autor quanto à racionalidade científica; ele recorrentemente afirmou que estas teorias chamaram a sua atenção devida à alta qualidade de sua apresentação - uma qualidade que ele acreditava que fontes confiáveis deveriam emular, em vez de simplesmente atacar seus criadores.
Em março de 2010, em um ensaio de defesa ao negador do Holocausto Ernst Zündel, Hogan declarou que a historiografia dominante do Holocausto inclui "afirmações que são extremamente fantásticas, mutuamente contraditórias, e que desafiam o senso comum e, muitas vezes, a possibilidade física."

### Romances
- Inherit the Stars (ISBN 978-0-345-28907-0) – maio de 1977 (primeiro livro na série Giants)
- The Genesis Machine (ISBN 978-0-7434-3597-0) – abril de 1978
- The Gentle Giants of Ganymede (ISBN 978-0-345-01933-2) – maio de 1978 (segundo livro na série Giants)
- The Two Faces of Tomorrow (ISBN 978-1-59307-563-7) – junho de 1979
- Thrice Upon a Time (ISBN 978-0-345-32386-6) – março de 1980
- Giants' Star (ISBN 978-0-345-32720-8) – julho de 1981 (terceiro livro na série Giants)
- Voyage from Yesteryear (ISBN 978-0-671-57798-8) – julho de 1982 (also (ISBN 0-345-29472-6 or ISBN 0-671-57798-0) (Brochuras))
- Code of the Lifemaker (ISBN 978-0-345-30925-9) – junho de 1983 (explorando a ideia da máquina autorreplicante)
- The Proteus Operation (ISBN 978-0-553-05095-0) – outubro de 1985
- Endgame Enigma (ISBN 978-0-671-87796-5) – agosto de 1987
- The Mirror Maze (ISBN 978-0-553-27762-3) – março de 1989
- The Infinity Gambit (ISBN 978-0-553-28918-3) – março de 1991
- Entoverse (ISBN 978-0-517-09778-6) – outubro de 1991 (quarto livro na série Giants)
- The Multiplex Man (ISBN 978-0-553-56363-4) – dezembro de 1992
- The Immortality Option (ISBN 978-0-345-37915-3) – fevereiro de 1995 (sequência ao Code of the Lifemaker)
- Realtime Interrupt (ISBN 978-0-671-57884-8) – março de 1995
- Paths to Otherwhere (ISBN 978-0-671-87710-1) – fevereiro de 1996
- Bug Park (ISBN 978-0-671-87773-6) – abril de 1997
- Outward Bound (ISBN 978-0-8125-7191-2) – março de 1999 (A Jupiter Novel)
- Cradle of Saturn (ISBN 978-0-671-57866-4) – junho de 1999
- The Legend That Was Earth (ISBN 978-0-671-31840-6) – outubro de 2000
- The Anguished Dawn (ISBN 978-0-7434-9876-0) – junho de 2003 (sequência ao "Cradle of Saturn")
- Mission to Minerva (ISBN 978-1-4165-2090-0) – maio de 2005 (quinto livro na série Giants)
- Echoes of an Alien Sky (ISBN 978-1-4165-2108-2) – fevereiro de 2007
- Moon Flower (ISBN 978-1-4165-5534-6) – abril de 2008
- Migration (ISBN 978-1-4391-3352-1) – 18 de maio de 2010

### Contos
- "Assassin" (maio de 1978, Stellar #4, recolecionado em Minds, Machines & Evolution)
- "Silver Shoes for a Princess" (outubro de 1979, Destinies, October-December 1979, colecionado em Minds, Machines & Evolution e retrabalhado como a primeira seção de Star Child)
- "The Sword of Damocles" (maio de 1980, Stellar #5, uma versão adaptada se encontra em Catastrophes, Chaos & Convolutions)
- "Neander-Tale" (dezembro de 1980, The Magazine of Fantasy & Science Fiction, colecionada em Minds, Machines & Evolution)
- "Till Death Us Do Part" (janeiro de 1981, Stellar #6, colecionado em Minds, Machines & Evolution)
- "Making Light" (agosto de 1981, Stellar #7, colecionado em Minds, Machines & Evolution)
- "Identity Crisis" (agosto de 1981, Stellar #7, colecionado em Rockets, Redheads & Revolution)
- "The Pacifist" (junho de 1988, Minds, Machines & Evolution)
- "Code of the Lifemaker: Prologue" (junho de 1988, Minds, Machines & Evolution (primeiro segmento do romance de mesmo nome))
- "Merry Gravmas" (junho de 1988, Minds, Machines & Evolution)
- "Generation Gap" (junho de 1988, Minds, Machines & Evolution)
- "Rules Within Rules" (junho de 1988, Minds, Machines & Evolution)
- "The Absolutely Foolproof Alibi" (junho de 1988, Minds, Machines & Evolution)
- "Down to Earth" (junho de 1988, Minds, Machines & Evolution)
- "Leapfrog" (agosto de 1989, Alternate Empires, colecionado em Rockets, Redheads & Revolution)
- "Last Ditch" (dezembro de 1992, Analog Science Fiction and Fact, colecionado em Rockets, Redheads & Revolution)
- "Out of Time" (dezembro de 1993, chapbook (ISBN 978-0-553-29971-7), colecionado em Rockets, Redheads & Revolution)

- "Zap Thy Neighbor" (September 1995, How to Save the World, colecionada em Rockets, Redheads & Revolution)
- "Madam Butterfly" (julho de 1997, Free Space, colecionada em Rockets, Redheads & Revolution)
- "Silver Gods from the Sky" (junho de 1998, Star Child (segunda parte))
- "Three Domes and a Tower" (junho de 1998, Star Child (terceira parte))
- "The Stillness Among the Stars" (junho de 1998, Star Child (quarta parte))
- "His Own Worst Enemy" (outubro de 2001, Martian Knightlife (a Kieran Thane story))
- "The Kahl of Tadzhikstan" (outubro de 2001, Martian Knightlife (a Kieran Thane story))
- "Convolution" (outubro de 2001, Past Imperfect, collected em Catastrophes, Chaos & Convolutions)
- "Take Two" (dezembro de 2001, Silicon Dreams, collected em Catastrophes, Chaos & Convolutions)
- "Jailhouse Rock" (junho de 2004, Cosmic Tales: Adventures in Sol System (uma estória Kieran Thane))
- "The Colonizing of Tharle" (julho de 2004, Visions of Liberty)
- "The Tree of Dreams" (fevereiro de 2005, Cosmic Tales II: Adventures in Far Futures, collected in Catastrophes, Chaos & Convolutions)
- "The Falcon" (junho de 2005, Apex Science Fiction and Horror Digest, Summer 2005, collected in Catastrophes, Chaos & Convolutions)
- "Decontamination Squad" (julho de 2005, Challenger #22, colecionada em Catastrophes, Chaos & Convolutions)
- "The Guardians" (dezembro de 2005, Catastrophes, Chaos & Convolutions)
- "Murphy's War" (agosto de 2007, Jim Baen's Universe)
- "Escape" (fevereiro de 2008, Transhuman)

### Antologias de contos
- Minds, Machines & Evolution (ISBN 978-0-553-27288-8) – junho de 1988 (Bantam Spectra, republicado por Baen, dezembro de 1999, contos e ensaios)

- Star Child (ISBN 978-0-671-87878-8) – junho de 1998 (expansão de "Silver Shoes for a Princess" para um ciclo de quatro estórias: "Silver Shoes for a Princess", "Silver Gods from the Sky", "Three Domes and a Tower" e "The Stillness Among the Stars")

- Rockets, Redheads & Revolution (ISBN 0-671-57807-3) – abril de 1999 (Baen, contos e ensaios)

- Martian Knightlife (ISBN 978-0-7434-3591-8) – outubro de 2001 (duas novelas, "His Own Worst Enemy" e "The Kahl of Tadzhikstan")

- Catastrophes, Chaos & Convolutions (ISBN 978-1-4165-0921-9) – dezembro de 2005 (Baen, contos e ensaios)

### Edições omnibus
Coleção dos romances da série Giants.
- The Minervan Experiment (ISBN 978-1-125-44892-2) – novembro de 1982 (uma edição omnibus dos três primeiros livros da série Giants)

- The Giants Novels: Inherit the Stars, The Gentle Giants of Ganymede, and Giants' Star (ISBN 978-0-345-38885-8) – março de 1994 (republicação de The Minervan Experiment)

- The Two Moons (ISBN 978-1-4165-0936-3) - abril de 2006 (omnnibus dos dois primeiros livros da série)

- The Two Worlds (ISBN 978-1-4165-3725-0) - setembro de 2007 (omnibus dos livros terceiro e quarto da série)

### Não-ficção
- Mind Matters – Exploring the World of Artificial Intelligence (ISBN 978-0-614-28202-3) – março de 1997

- Kicking the Sacred Cow: Heresy and Impermissible Thoughts in Science (ISBN 978-1-4165-2073-3) – julho de 2004